# Ujamaa
Ujamaa ist der Swahili-Begriff für „Dorfgemeinschaft, Familie, Familiensinn und Gemeinschaftssinn“. Er bezeichnet ein vom ersten Präsidenten Tansanias, Julius Nyerere, geprägtes Gesellschaftsmodell, das bis 1985 in Tansania angewendet wurde. Ujamaa wird oft gleichgesetzt mit dem Begriff Afrikanischer Sozialismus.

## Ujamaa-Sozialismus
Mit der Arusha-Deklaration 1967 stellte Nyerere erstmals seine Ideen von einem afrikanischen Sozialismus vor. Als zwei Schlagworte hierfür wurden Ujamaa und Self-reliance (Swahili: kujitegemea, deutsch etwa: „Selbstverantwortung, Eigenständigkeit“) geprägt.
Während die Idee des Ujamaa national beschränkt blieb, verbreitete sich die Idee der Self-reliance (kujitegemea) relativ rasch auch über die Grenzen Tansanias hinaus.
Nyerere, der als Häuptlingssohn aufwuchs, später studierte und Lehrer wurde, war von seiner Vergangenheit sehr geprägt. Bereits in seiner Zeit als Lehrer (etwa 1949 bis 1952) setzte er sich dafür ein, gesellschaftliche Klassenunterschiede zu beseitigen.
Ujamaa bedeutete für Nyerere, Dorfgemeinschaften entstehen zu lassen, da er die bäuerliche Lebensweise der traditionellen afrikanischen Gesellschaft als klassenlos ansah. Wenige Menschen oder Großfamilien, die oft weit voneinander entfernt wohnen, sollten sich zu großen Dorfgemeinschaften zusammentun. Dabei sollen folgende Richtlinien beachtet werden:
- Gegenseitige Achtung
- Gemeinsames Eigentum
- Verpflichtung zur Arbeit

Für die Familien sollte dies viele Vorteile haben, etwa den Ausbau der Technologie in der Landwirtschaft, Arbeitsteilung und die Planung der Produktion.
Während Nyerere 1968 noch davon sprach, dass der Übergang keineswegs durch Zwang oder gar Gewalt erfolgen dürfe, zeigte sich in der Realität ein anderes Bild:
Bis 1970 fand eine freiwillige Umsiedlung statt.
1970 bis 1973 gab es einen so genannten „Frontal Approach“ (deutsch: „frontales Vorgehen“). Da 1973 nach sechs Jahren erst 15 Prozent, rund zwei Millionen, der Bevölkerung in den Ujamaa-Dörfern lebte, wurden bis 1977 elf Millionen Menschen teils durch militärische Gewalt zum Umzug in die Ujamaa-Dörfer gezwungen. Viele mussten dabei die Dörfer erst selbst errichten und monate- oder sogar jahrelang unter einfachen Verhältnissen leben. Durch die Zwangsumsiedlungen brachen die Exporte im landwirtschaftlichen Bereich so stark ein, dass die Verwaltungskosten bei manchen Produkten die Exporterlöse überstiegen.
Weitere Maßnahmen des Ujamaa-Sozialismus waren die Verstaatlichung der Banken sowie Bildungs- und Landreformen.
Vonseiten der muslimischen Bevölkerung gab es anfangs große Unterstützung für den Ujamaa-Sozialismus. In Folge der wirtschaftlichen Probleme, die Tansania in den 1970er und 1980er Jahren erlebte, machte sich jedoch bei ihnen später große Enttäuschung über diese Politik breit und die Unterstützung dafür sank.
In einer 1979 veröffentlichten Arbeit der Soziologin Michaela von Freyhold werden die Probleme des Ujamaa-Experimentes deutlich gemacht:

„Sie zeigte, wie junge Beamte auf Anweisung der Regierung einen Job erfüllten, der ihnen nicht gefiel, in Dörfern, von denen sie wenig verstanden. Die Fallstudien zeigen, dass viele Dorfbewohner bereit waren, sich auf das Ujamaa-Experiment einzulassen, aber dass sie immer wieder von unfreundlichen Handlungen der Regierungsbeamten enttäuscht wurden oder durch die Art der Hilfe, die sie nicht angefordert hatten und die für sie nicht prioritär war.“

## Politik der Self-Reliance
Unter dem Motto der Self-reliance oder auch Kujitegemea strebte Nyerere ein unabhängiges Tansania an, das weitgehend autonom sein sollte und damit unabhängig von wirtschaftlichen und sonstigen Hilfen anderer Länder.
Während dieses Programm im Bildungssektor umgesetzt werden konnte, scheiterte es im wirtschaftlichen Bereich.

### Bildung
Die Alphabetisierungsrate von Erwachsenen stieg von 10 Prozent im Jahre 1960 auf 79 Prozent im Jahre 1979.
Die Einschulungsrate an Primarschulen stieg von 25 Prozent (1960) auf etwa 94 Prozent (1979).
In der Regierungszeit Nyereres gab es so gut wie keine sozialen Klassenunterschiede. Die Ideen der Gleichheit und der Gemeinschaft wurden von der breiten Bevölkerung akzeptiert.

### Wirtschaft
Die wirtschaftliche Situation Tansanias verschlechterte sich während der Dauer des Ujamaa-Projekts kontinuierlich.
Schließlich kam es 1985 zu einer Konfrontation mit der Weltbank. Nyerere zog sich freiwillig vom Präsidentenamt zurück.
Entwicklungshilfe für Tansania:
- 1970: Etwa 50 Millionen US-Dollar
- 1974: 200 Milliononen US-Dollar
- 1975: 380 Millionen US-Dollar
- 1980: 680 Millionen US-Dollar

Diese wachsende Abhängigkeit Tansanias von ausländischer Hilfe stand im Gegensatz zur Idee der Self-reliance. Belastender Faktor war insbesondere der Uganda-Tansania-Krieg 1978, der Tansania innerhalb der Organisation für Afrikanische Einheit vorübergehend isolierte.

## Belege
1. ↑  Jacob Emmanuel Mabe (Hrsg.): Das kleine Afrika-Lexikon. Politik, Gesellschaft, Wirtschaft. Bundeszentrale für Politische Bildung, Bonn 2004, ISBN 978-3-89331-538-3, S. 204.
2. ↑  Der Spiegel. 16, 2007, S. 120.
3. ↑  Vgl. dazu Westerlund.
4. ↑  Vgl. Abdin N. Chande: Islam, Ulamaa and Community Development in Tanzania. A Case Study of Religious Currents in East Africa. San Francisco (u. a.): Austin & Winfield 1998. S. 238–245.
5. ↑  Obituaries: Michaela von Freyhold (Übersetzung aus dem Englischen)